# 黒沼咲百
黒沼 咲百（くろぬま さきほ、1998年10月26日 - ）は、日本の女子バスケットボール選手である。ポジションはパワーフォワード。

## 来歴
北海道出身。
札幌山の手高校でインターハイベスト4を経験し、名古屋経済大に進学。
卒業後は2022年よりWリーグに参入が決まっていた姫路イーグレッツに加入。
2023年、退団。